# مسجد ابوالفضل روستای خرمکوه

مسجد ابوالفضل روستای خرمکوه بعد از انقلاب اسلامی ایران ساخته شده است.
تاریخ بنای اولیه این مسجد دقیقا روشن نیست. نوع ساختمان اولیه گلی و گوچک بود، ساختمان جدید بزرگ و در وسط روستای خرمکوه واقع است.

## منبع
سایت روستای خرمکوه